# 中部国際空港バスのりば

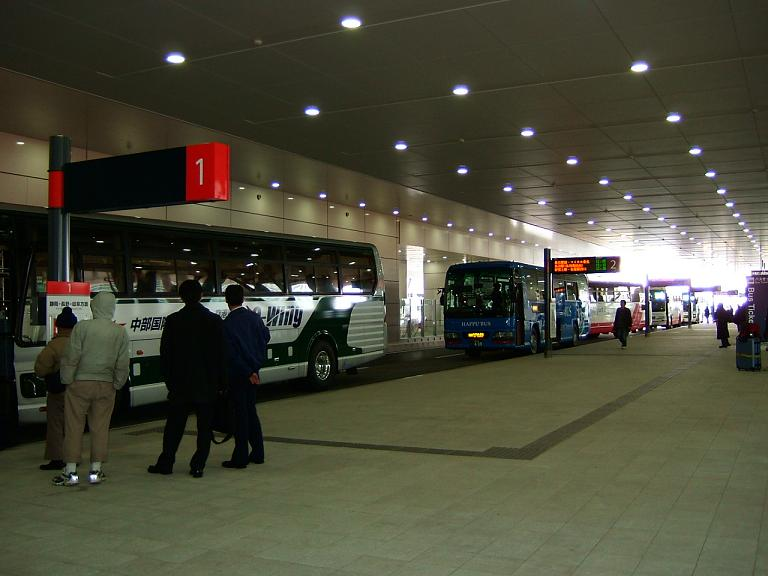
中部国際空港アクセスプラザ1階空港バスのりば

中部国際空港バスのりば（ちゅうぶこくさいくうこうバスのりば）では、愛知県常滑市の中部国際空港に発着するバス路線について述べる。

## 概要
中部国際空港へのアクセスためのバス路線は、愛知県をはじめ、三重県、静岡県から発着している。知多半島から発着する路線バスと貨物地区循環バスを除いて、高速バスである。
第1ターミナルのバス停
乗車場はアクセスプラザの1階にあり、降車場は旅客ターミナル1階にある。但し貨物地区への循環路線は空港ターミナルビルと第2セントレアビル（セントレアホール）の間の駐車場から発着している。
第2ターミナルのバス停
2019年9月20日の第2ターミナル供用開始に伴いバス停も供用開始、一部の路線が乗り入れるようになった（他の路線は引き続き第1ターミナルのバス停のみ停車）。1階に乗車場・降車場を設けている。

## 路線一覧
予約可否や所要時間等の路線詳細は、以下「外部リンク」の中部国際空港公式サイトの案内、ならびに各バス会社項目より公式サイトを参照の上、最新情報を確認されたい。

### 第1ターミナル 1番のりば・第2ターミナル 21番のりば
- 遠州鉄道 e-wing
  - いずれの系統も浜松西インター駐車場までは同じ経路（東名音羽・東名豊川・東名三ヶ日経由）
    - 浜松駅方面
    - 磐田インター駐車場経由掛川インター駐車場方面
    - 舘山寺温泉経由ホテル九重方面

### 第1ターミナル 3番のりば
- 名鉄バス
  - 藤が丘駅発着便
  - 愛・地球博記念公園 (2022年11月1日より運行開始)
    - ジブリパーク開園に伴い、藤が丘発着のうち1便を延伸する形で運行
- JR東海バス
  - 金城ふ頭駅発着便（2017年4月1日より運行開始[2]）
    - 土日およびゴールデンウィークなどの連休のみ運行

### 第1ターミナル 4番のりば
- 名鉄バス
  - 豊田市駅発着便（ノンストップ）

### 第1ターミナル 5番のりば
- 知多乗合
  - 刈谷駅・知立駅発着（近距離高速バス）刈谷駅・緒川駅経由、高速バス車両を使用
  - 知多半田駅発着便（常滑駅・板山・青山駅 経由）

### 第1ターミナル 6番のりば・第2ターミナル 22番のりば
- 名鉄バス セントレアリムジン
  - 名鉄バスセンター発着便（名古屋東急ホテル・栄・ヒルトン名古屋・伏見町経由）
  - 現在、名古屋駅と中部国際空港を結ぶ唯一の昼間運行路線である。

### 第1ターミナル 7番のりば・第2ターミナル 21番のりば
- ジャムジャムエクスプレス
  - ★白馬コルチナ発着便（名古屋駅西口・大町温泉経由、夜行便）

### 第1ターミナル 7番のりば
- 名古屋バス エアポートライナー
  - 名古屋駅西口発着便（深夜・早朝時間帯）
- 知多乗合 第2ターミナル発着便（ターミナル間バス）

## 廃止された路線

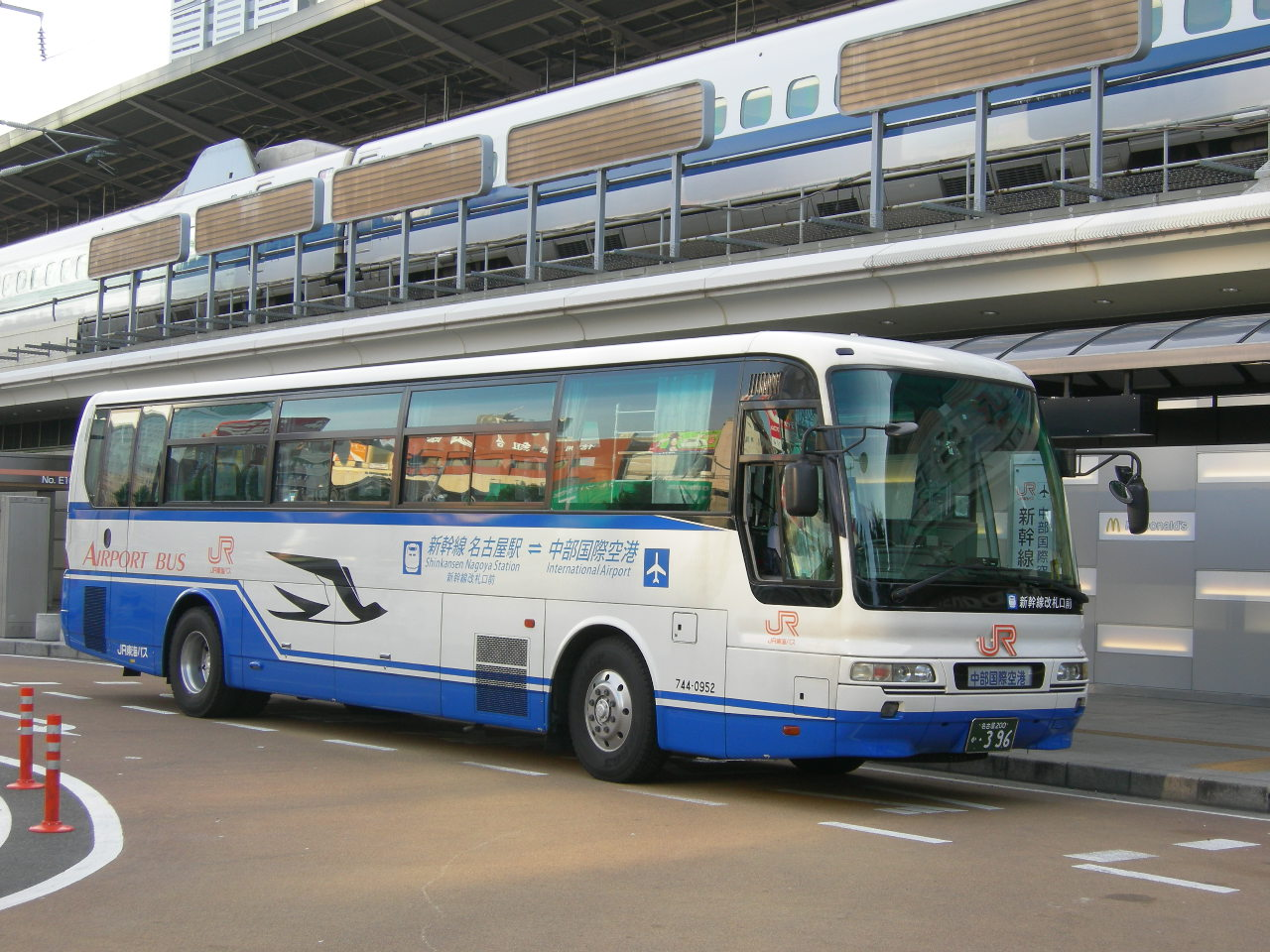
名古屋駅 - 中部国際空港線（JR東海バス）

名鉄特急との競合や、航空路線の減少による乗客減等の影響で、近年は撤退が相次いでいる。
- 名古屋駅発着 （ジェイアール東海バス）
  - 開港と同時に運行開始。名古屋駅太閤通北口から名古屋マリオットアソシアホテル（名古屋駅広小路口）を経由して直行していた。
  - 親会社（東海旅客鉄道）との一貫輸送を図るため、名古屋駅の乗り場を新幹線改札口から至近に設けるとともにJR鉄道線と組み合わせた割引きっぷを設定したが、直接競合する名鉄空港線に定時性や速達性などで劣り、利用状況は終始低迷した。その後、回数券の設定や運行ダイヤ・割引きっぷの見直しを行ったが好転せず2006年9月30日限りで運行を終了、翌10月1日付で路線廃止となった。
- 赤池駅発着（名鉄バス）
- 桃花台発着（名鉄バス）
- マイカル桑名発着便（三重交通・八風バス）
- 鳥羽駅発着（三重交通）- 伊勢湾フェリー常滑航路にバスを航送させていた。バス乗客は中部国際空港から常滑港、鳥羽港から鳥羽駅までの乗車となり、乗車時間は極めて少なかった。2007年3月31日廃止。
- 伊賀上野・名張駅発着（三重交通）
- 沼津駅発着（富士急シティバス）
  - 開港と同時に運行開始。1日1往復で、沼津駅を3:45に発車、空港には7:15に到着することで、9時台に出発するアジア方面への便にも乗れる設定となっていた[3]。また、開港当初はしずてつジャストラインが中部国際空港への路線を開設していなかったこともあり、本来の富士急行の営業エリアから外れる地域でも乗降を扱っていた点が特徴であった。しかし、静岡県東部は国際空港利用の面においても羽田・成田といった首都圏志向が強いこともあって、最初から利用状況は振るわず、停車停留所の増設やパークアンドライドの導入などを行なったが、2006年9月30日限りで運行休止となった[4]。
運行開始当初の停車停留所
沼津駅北口・新富士駅・東名富士・東名清水・東名静岡・東名吉田・東名掛川 - 中部国際空港
休止直前の時期の停車停留所
富士急沼津営業所・沼津駅北口・新富士駅・東名富士・東名松岡・東名富士川・東名蒲原・東名興津・東名清水・東名静岡・東名焼津西・東名大井川・東名吉田・東名掛川・東名袋井 - 中部国際空港
- 中津川発着（平和コーポレーション）
  - 開港と同時に運行開始。中津川より中央自動車道上バスストップを経由して運行していた。
  - 2006年2月1日より名古屋空港を新設し、空港間連絡も担うようになる。同年10月1日より名古屋駅（名古屋バスターミナル、ミッドランドスクエア）に停車開始し、前述のジェイアール東海バス撤退による名古屋駅とのバスアクセスを維持した。昨今の原油価格高騰や航空路線撤退による乗客減により、2008年3月31日限りで名古屋駅地区の2停留所を廃止の上で大幅減便を行ったものの改善されず、同年8月31日限りで路線廃止となった。
停車停留所（斜字は路線廃止以前に廃止された停留所）
中津川IC車庫・中津川IC・恵那IC・瑞浪天徳・土岐IC・多治見IC・桃花台・空港口平和前・名古屋空港・ミッドランドスクエア前・名古屋駅 - 中部国際空港
- 松本バスターミナル発着（アルピコ交通）
- 茅野駅発着（諏訪バス）
- 京福バスターミナル発着（京福バス）
- 長野駅発着（川中島バス）
- 西尾駅・蒲郡駅発着（名鉄バス東部・知多乗合）
- 内海駅、河和駅発便（知多乗合）
- 知多半田駅発着（新美南吉記念館西・住吉町駅経由）
- 豊橋駅・植田車庫前発着便（豊川駅経由）（知多乗合・豊鉄バス）
- 富士山静岡空港発着（遠州鉄道 e-wing）
- 箕輪町発着便（伊那バスターミナル経由）（伊那バス）
- 清水駅発着便（静岡駅経由）（しずてつジャストライン）
- 宇治山田駅発着便（亀山あんぜん文化村・松阪駅経由）（青木バス）
- 高山濃飛バスセンター発着便（濃飛バス）
- 南安城駅・安城駅・三河安城駅（知多乗合）
- 岡崎駅発着便（東岡崎駅・東名岩津経由）[5]（知多乗合） ※2019年8月5日をもって休止[6]
- 桑名駅発着便（一部の便は金城ふ頭駅・長島温泉経由）（三重交通） ※2020年4月15日より運休
- 新正車庫発着便（近鉄四日市経由）（三重交通） ※2024年3月31日より運休[7]
- イオンモール常滑無料シャトルバス（知多乗合による運行） ※2024年3月31日をもって運行終了[8]